# 이차적 축복
이차적 축복(Second Work of grace 또는 Second Blessing)은 존 웨슬리가 주장한 성화 (기독교)교리로 완전 성화교리의 방법이다. 이것은 일시적인 집회에서 일어나는 신비적인 경험을 말하며, 이런 현상이 일어나면 완전한 성화를 이룬다는 교리이다.  웨슬리의 사망 이후에 감리교의 주된 방향은 성화 또는 거룩을 기독교인의 삶의 주된 목적으로 잡았으며, 이것이 이차적 축복을 위한 집회 내지 부흥운동의 성격을 띄게 되었다.

## 오순절주의
오순절주의는 이러한 <거룩 운동>으로부터 파생하였다. 윌리엄 J. 시모어등은 이 거룩 운동에 참가한 사역자로 오순절을 교회에 회복시켜야 한다고 주장하였다.